# War On (album)
War On – studyjny album zespołu Puissance, wydany w 1999 roku. Wydawcą była polska wytwórnia Fluttering Dragon. Płyta składa się z przeróbek wybranych utworów z wcześniejszych lat. Premierowymi są tu "Erlangen" oraz "For the Days of Pestilence". F. Söderlunda i Caroline Nyholm odpowiadali za projekt wkładki.

## Lista utworów
1. "Control" - 3:20
2. "Erlangen" - 5:52
3. "Totalitarian Hearts" - 5:08
4. "For the Days of Pestilence" - 4:47
5. "Burn the Earth" - 5:02
6. "In Shining Armour" - 5:23
7. "Light of a Dead Sun" - 5:07
8. "Command and Conquer" - 5:25